# Marathon van Milaan 2008
De Marathon van Milaan 2008 vond plaats op zondag 23 november 2008. Het was de negende editie van deze marathon. De wedstrijd werd gelopen in 3° Celsius. 
De wedstrijd bij de mannen werd gewonnen door de Keniaan Duncan Kibet. Met een tijd van 2:07.53 verbeterde hij het parcoursrecord. Hij had een kleine minuut voorsprong op zijn landgenoot Elias Kemboi Chelimo. De derde aankomende Leonard Mucheru Maina maakte het Keniaanse podium compleet. Bij de vrouwen streek de Italiaanse Anna Incerti met de hoogste eer. Zij had met haar eindtijd van 2:27.42 bijna een minuut voorsprong op de winnares van het jaar daarvoor, de Keniaanse Pamela Chepchumba.
Een recordaantal van 5875 lopers uit 61 landen schreven zich in voor de wedstrijd. Het evenement werd gesponsord door Samsung.

## Wedstrijd
Mannen
| rang | naam                     | land | tijd    |
| ---- | ------------------------ | ---- | ------- |
| 1    | Duncan Kibet             | KEN  | 2:07.53 |
| 2    | Elias Kemboi Chelimo     | KEN  | 2:08.39 |
| 3    | Leonard Mucheru Maina    | KEN  | 2:10.05 |
| 4    | Rashid Kisri             | MAR  | 2:11.53 |
| 5    | Benjamin Kiprotich Korir | KEN  | 2:13.17 |
| 6    | Musundeki Ikoki          | TAN  | 2:13.32 |
| 7    | Ali Mabrouk El Zaidi     | LIB  | 2:13.33 |
| 8    | Oleksandr Koezin         | UKR  | 2:13.43 |
| 9    | Christopher Isegwe       | TAN  | 2:16.52 |
| 10   | Dadi Ourge Bedane        | ETH  | 2:18.16 |

Vrouwen
| rang | naam                       | land | tijd    |
| ---- | -------------------------- | ---- | ------- |
| 1    | Anna Incerti               | ITA  | 2:27.42 |
| 2    | Pamela Chepchumba          | KEN  | 2:28.34 |
| 3    | Merima Denboba             | ETH  | 2:29.57 |
| 4    | Ivana Iozzia               | ITA  | 2:37.32 |
| 5    | Bizuhane Beha Kiflegiorgis | ETH  | 2:40.03 |
| 6    | Christina Holth            | NOR  | 2:43.55 |
| 7    | Veronica Vannucci          | ITA  | 2:13.33 |
| 8    | Francesca Tassi            | ITA  | 2:47.10 |
| 9    | Sisay Measo                | ETH  | 2:47.10 |
| 10   | Silvia Luna                | ITA  | 2:48.02 |

2000 ·
2001 ·
2002 ·
2003 ·
2004 ·
2005 ·
2006 ·
2007 ·
2008 ·
2009 ·
2010 ·
2011 ·
2012 ·
2013 ·
2014 ·
2015 ·
2016 ·
2017